# Rousseletia corniculata
Rousseletia corniculata är en hjuldjursart som beskrevs av Harry K. Harring 1913. Rousseletia corniculata ingår i släktet Rousseletia och familjen Notommatidae. Inga underarter finns listade i Catalogue of Life.